# 8 janvier
Pour les articles homonymes, voir Huit-Janvier.
8 décembre 8 février
Chronologies thématiques
- Croisades
- Ferroviaires
- Sports
- Disney
- Anarchisme
- Catholicisme

Abréviations / Voir aussi
- (° 1852) = né en 1852
- († 1885) = mort en 1885
- a.s. = calendrier julien
- n.s. = calendrier grégorien
- Calendrier
- Calendrier perpétuel
- Liste de calendriers
- Naissances du jour

Le 8 janvier est le 8e jour de l'année du calendrier grégorien.
Il reste 357 jours avant la fin de l'année, 358 lorsqu'elle est bissextile.
C'était généralement le 19e jour du mois de nivôse dans le calendrier républicain / révolutionnaire français, officiellement dénommé jour du marbre.

## Événements

### IVesiècle
- 307 : Jin Huidi meurt empoisonné, son frère Jin Huaidi lui succède.

### IXesiècle
- 871 : Alfred le Grand repousse les Vikings lors de la bataille d'Ashdown.

### XIIIesiècle
- 1297 : fondation de la dynastie Grimaldi, actuelle famille régnante sur la principauté de Monaco.

### XIVesiècle
- 1354 : assassinat de Charles de La Cerda.
- 1362 : reddition de la ville de Cahors à Chandos.

### XVesiècle
- 1455 : par la bulle Romanus pontifex, le Portugal obtient l'exclusivité du commerce, de la colonisation et de l'esclavage, au sud du Cap Boujdour.
- 1499 : remariage de Louis XII de France et d'Anne de Bretagne, après le veuvage de cette dernière vis-à-vis de Charles VIII de France.

### XVIIIesiècle
- 1745 : alliance de l'Angleterre, l'Autriche, la Saxe et les Provinces-Unies contre la Prusse.
- 1761 : capitulation de la garnison française de Pondichéry.
- 1784 : cession de la Crimée à la Russie par les Ottomans.
- 1796 : deuxième amalgame de l'armée française.

### XIXesiècle
- 1806 : bataille de Blaauwberg et occupation britannique du cap de Bonne-Espérance.
- 1811 : révolte de La Nouvelle-Orléans dirigée par Charles Deslondes.
- 1814 : signature d'un traité d'alliance entre l'Autriche et Naples (« trahison de Murat »).
- 1815 : bataille de La Nouvelle-Orléans qui voit la victoire d'Andrew Jackson (guerre anglo-américaine de 1812).
- 1862 : bataille de Roan's Tan Yard.
- 1863 : victoire de l'Union à la seconde bataille de Springfield, pendant la guerre de Sécession.

### XXesiècle
- 1912 : naissance de l'ANC (African National Congress), parti politique d’Afrique du Sud.
- 1915 : violents combats au nord-est de Soissons, marquant le début de la bataille de Crouy qui se terminera le 14 (première guerre mondiale).
- 1918 : présentation des quatorze points de Wilson au Congrès des États-Unis[1].
- 1926 : Ibn Saud se proclame roi du Hedjaz.
- 1940 : l'Angleterre applique le rationnement alimentaire (bataille imminente au-dessus de son sol, en ce début de seconde guerre mondiale).
- 1959 :
  - Charles de Gaulle devient le premier président de la cinquième République française.
  - Fidel Castro entre dans La Havane.
- 1961 : en France, le « Oui » l'emporte, au référendum sur l'autodétermination en Algérie.
- 1964 : le président américain Lyndon B. Johnson déclare la « guerre contre la pauvreté », lors de son discours sur l'état de l'Union.
- 1985 : Johnny Hallyday s'écroule sur scène, au Zénith de Paris, victime d'une syncope.
- 1989 : intronisation d'Akihito comme empereur du Japon, début de l'ère Heisei.

### XXIesiècle
- 2007 : la Russie interrompt temporairement l'approvisionnement de gaz en Pologne et en Allemagne, via son gazoduc Nord Stream passant par la Biélorussie.
- 2010 : le bus de l'équipe de football du Togo est mitraillé par des rebelles à Cabinda (trois morts et plusieurs blessés[2]).
- 2015 : journée de deuil national en France, au début de la série d'attentats de janvier puis novembre ayant commencé contre le journal caricaturiste Charlie Hebdo la veille (et continuant par l'assassinat d'une policière municipale en lieu et place d'une école juive à Montrouge...).
- 2023 : au Bénin, les élections législatives sont remportées par les soutiens du président Patrice Talon[3].
- 2024 : l’Équateur, proclame l'état d'urgence en réponse à la crise déclenchée par l'évasion de José Adolfo Macías Villamar, dirigeant du cartel Los Choneros[4].
- 2025 : en Autriche, Alexander Schallenberg devient chancelier par intérim après la démission de Karl Nehammer[5].

## Art, culture et religion
- 1198 : élection du pape Innocent III (Lotario Conti de son vrai nom).
- 1697 : exécution de Thomas Aikenhead pour blasphème en Écosse.
- 1914 : l'actrice française Sarah Bernhardt est décorée de la Légion d'honneur.
- 1956 : l'opération Auca se finit par l'exécution de missionnaires.
- 2015 : unes de journaux et magazines français à l'unisson du deuil, toutes tendances et styles confondus, le lendemain de la tuerie à l'encontre de l'équipe de Charlie Hebdo[6].

## Sciences et techniques
- 1679 : René Robert Cavelier de La Salle atteint les chutes du Niagara.
- 1889 : Herman Hollerith invente la première machine de traitement des données, l'une des ancêtres de l'ordinateur.
- 1914 : première utilisation du radium pour soigner le cancer.
- 1973 : lancement de Luna 21.
- 1986 : publication du manifeste du hacker.
- 2024 : lancement du lanceur Vulcan appartenant à une compagnie privée, vers la Lune[7].

## Économie et société
- 1958 : Bobby Fischer remporte les championnats d'échecs des États-Unis à 14 ans[8].
- 1982 : scission du système Bell.
- 1989 : chute du vol 92 British Midland.
- 2011 : fusillade de Tucson.
- 2016 : troisième capture du trafiquant Joaquín Guzmán.
- 2017 : à Jérusalem, un attentat au camion-bélier tue quatre soldats israéliens.
- 2020 : en Iran, le vol 752 Ukraine International Airlines s'écrase juste après son décollage de l'aéroport international Imam-Khomeini de Téhéran, provoquant la mort des 176 passagers et membres d'équipage[9].
- 2023 : au Brésil, des partisans de l'ancien président Jair Bolsonaro envahissent des lieux du pouvoir fédéral à Brasilia, peu de temps après l'investiture de son successeur Luiz Inácio Lula da Silva[10].
- 2025 : au Tchad, une attaque est menée contre le palais présidentiel à N'Djaména par des hommes armés non identifiés. Au moins 20 personnes sont tuées lors de l'attaque, dont 18 hommes armés et deux soldats[11].

## Naissances

### XVIIesiècle
- 1626 (date de baptême) : Jean Talon, premier intendant de la Nouvelle-France († 23 novembre 1694).
- 1628 : François-Henri de Montmorency-Luxembourg, militaire français († 4 janvier 1695).
- 1635 : Luis Manuel Fernández Portocarrero, cardinal espagnol († 14 septembre 1709).

### XVIIIesiècle
- 1770 : Jerónimo José Candido, matador espagnol († 1er avril 1839).
- 1785 : Jean-Baptiste de Jonghe, peintre belge († 14 octobre 1844).

### XIXesiècle
- 1819 : Françoise Schervier, religieuse allemande fondatrice des sœurs des pauvres de Saint François († 14 décembre 1876).
- 1821 : James Longstreet, général confédéré américain († 2 janvier 1904).
- 1822 : Carlo Alfredo Piatti, violoncelliste et compositeur italien († 18 juillet 1901).
- 1823 : Alfred Russel Wallace, naturaliste britannique († 7 novembre 1913).
- 1830 : 
  - Hans von Bülow, pianiste, chef d’orchestre et compositeur allemand († 12 février 1894).
  - Gouverneur Kemble Warren, militaire américain († 8 août 1882).
- 1831 : Victor-Lucien-Sulpice Lecot, cardinal français († 19 décembre 1908).
- 1836 : Lawrence Alma-Tadema, peintre néerlando-britannique († 25 juin 1912).
- 1862 : 
  - Joseph Déchelette, archéologue français († 4 octobre 1914).
  - Frank Nelson Doubleday (en), éditeur américain († 30 janvier 1934).
- 1867 : Emily Greene Balch, économiste et pacifiste américaine († 9 janvier 1961).
- 1870 : Miguel Primo de Rivera, général et homme politique espagnol, chef du gouvernement du roi Alphonse XIII († 16 mars 1930).
- 1871 : Jeanne Adnet, anarchiste française († 26 décembre 1942).
- 1873 : Harvey Wiley Corbett, architecte américain († 21 avril 1954).
- 1876 : Armande de Polignac, compositrice française († 29 avril 1962).
- 1883 : 
  - Pavel Filonov (Павел Николаевич Филонов), peintre russe († 3 décembre 1941).
  - Joseph Perotaux, escrimeur français champion olympique († 23 avril 1967).
- 1885 : Anton Grylewicz, ouvrier et homme politique allemand social-démocrate puis communiste († 2 août 1971).
- 1886 :
  - Paul-Émile Bigeard, sculpteur français († 1er février 1955).
  - René Carmille, polytechnicien français et créateur du Service national des statistiques († 25 janvier 1945).
  - William Coales, athlète britannique médaillé d'or aux Jeux olympiques de 1908 († 19 janvier 1960).
  - Hrand Nazariantz, écrivain et poète arménien naturalisé italien († 25 janvier 1962).
  - Lowell Reed, scientifique américain († 29 avril 1966).
- 1888 : Richard Courant, mathématicien allemand († 27 janvier 1972).
- 1891 : Bronislava Nijinska (Бронислава Фоминична Нижинская), danseuse et chorégraphe russe († 21 février 1972).
- 1892 : Paul Vaillant-Couturier (Paul Charles Couturier dit), journaliste et homme politique français († 10 octobre 1937).
- 1900 : Serge Poliakoff, peintre français († 12 octobre 1969)[12].

### XXesiècle
- 1902 (a.s.) : Gueorgui Malenkov, homme politique soviétique, président du Conseil des ministres de 1953 à 1955 († 14 janvier 1988).
- 1904 : Karl Brandt, médecin allemand personnel d’Adolf Hitler († 2 juin 1948).
- 1905 : Giacinto Scelsi, compositeur italien († 9 août 1988).
- 1908 : William Hartnell, acteur britannique († 23 avril 1975).
- 1912 : 
  - José Ferrer, acteur et metteur en scène portoricain († 26 janvier 1992).
  - Susumu Fujita (藤田 進), acteur japonais († 23 mars 1991).
- 1915 :
  - Robert Ford (en), poète et diplomate canadien († 12 avril 1998).
  - Guy Mauffette, acteur, réalisateur, poète et animateur québécois († 30 juin 2005).
- 1920 : Jack Günthard, gymnaste suisse champion olympique († 7 août 2016).
- 1922 : José Bénazéraf, réalisateur français († 1er décembre 2012).
- 1923 : Larry Storch, acteur, humoriste et doublure vocale américain († 8 juillet 2022).
- 1924 :
  - Ron Moody (Ronald Moodnick dit), acteur britannique († 11 juin 2015).
  - Robert Starer, compositeur et pianiste américain († 22 avril 2001).
- 1925 : 
  - James Saunders, auteur de théâtre britannique († 29 janvier 2004).
  - René Ben Chemoul, catcheur français († 17 septembre 2010).
- 1926 :
  - Kerwin Mathews, acteur américain († 5 juillet 2007).
  - Soupy Sales (en) (Milton Supman dit), humoriste et acteur américain († 22 octobre 2009).
- 1927 :
  - Gabriel Gascon, acteur québécois († 30 mai 2018).
  - Jean-Marc Léger, journaliste et écrivain québécois († 14 février 2011).
- 1928 : Gaston Miron, poète et éditeur canadien († 14 décembre 1996).
- 1930 : Jack Lantier (André de Meyer dit), chanteur français.
- 1931 : Bill Graham (Wulf Wolodia Grajonca dit), organisateur de spectacles et agent artistique américain († 25 octobre 1991).
- 1932 : Michèle Mailhot, écrivaine québécoise († janvier 2009).
- 1933 : 
  - Juan Marsé, écrivain espagnol († 18 juillet 2020).
  - Jean-Marie Straub, réalisateur et scénariste français († 20 novembre 2022).
- 1934 :
  - Jacques Anquetil, cycliste français († 18 novembre 1987)[12].
  - Alexandra Ripley, romancière américaine († 10 janvier 2004).
- 1935 : Elvis Presley, acteur et chanteur américain († 16 août 1977).
- 1937 :
  - Shirley Bassey, chanteuse britannique.
  - Louis Le Pensec, homme politique français et breton, ministre (de la mer)[12] († 10 janvier 2024).
- 1939 : Carolina Herrera (née María Carolina Josefina Pacanins y Niño), styliste et dirigeante vénézuélienne de mode et cosmétique.
- 1941 :
  - Graham Chapman, acteur britannique issu de la troupe fantaisiste des Monty Python († 4 octobre 1989).
  - Boris Vallejo, illustrateur péruvien.
- 1942 :
  - Stephen Hawking, astrophysicien britannique († 14 mars 2018).
  - Jun'ichirō Koizumi (小泉 純一郎), homme politique japonais, Premier ministre du Japon de 2001 à 2006.
  - Yvette Mimieux, actrice américaine († 17 ou 18 janvier 2022).
  - Viatcheslav Zoudov (Вячеслав Дмитриевич Зудов), cosmonaute soviétique († 12 juin 2024).
- 1943 : 
  - la princesse Norodom Bopha Devi, ministre de la Culture du Cambodge († 18 novembre 2019).
  - Jacky Courtillat, escrimeur français champion du monde.
  - Marcus Hutson, musicien soul, funk et disco issu du groupe des Whispers († 23 mai 2000).
- 1945 : Ronald John Edward « Ron » Ellis, hockeyeur professionnel canadien († 11 mai 2024).
- 1946 : 
  - Miguel Ángel Félix Gallardo, narcotrafiquant mexicain.
  - Robert Alan « Robby » Krieger, musicien américain, guitariste des Doors.
- 1947 :
  - William Bonin, tueur en série américain († 23 février 1996).
  - David Bowie (David Robert Jones dit), chanteur, musicien et comédien britannique († 10 janvier 2016).
  - Michèle Delaunay, femme politique française par exemple ministre des personnes âgées et dépendantes.
  - Antti Kalliomäki, athlète et homme politique finlandais.
  - Samuel Schmid, homme politique, avocat et notaire suisse, conseiller fédéral de 2001 à 2008.
  - Terry Sylvester (en), guitariste et chanteur anglais du groupe The Hollies.
- 1951 : John McTiernan, réalisateur américain.
- 1952 : Hamma Hammami (حمة الهمامي), homme politique tunisien.
- 1953 :
  - Marian Stastny, hockeyeur professionnel slovaque.
  - Bruce Sutter, joueur de baseball américain († 13 octobre 2022).
- 1955 : Mike Reno (en) (Joseph Michael Rynoski dit), chanteur et batteur canadien du groupe Loverboy.
- 1957 : Ron Cephas Jones, acteur américain († 19 août 2023).
- 1959 :
  - Paul Hester, musicien australien du groupe Crowded House († 26 mars 2005).
  - Michel-Marie Zanotti-Sorkine, prêtre catholique et prédicateur français.
- 1960 : Paul MacDonald, kayakiste néo-zélandais triple champion olympique.
- 1961 : Calvin Smith, athlète américain, spécialiste du sprint.
- 1962 : 
  - Sacha Bourdo, acteur français.
  - Scumeck Sabottka, promoteur allemand.
  - André Wohllebe, kayakiste allemand champion olympique († 29 décembre 2014).
- 1963 : Garth Butcher, hockeyeur sur glace canadien.
- 1965 :
  - Michelle Forbes, actrice américaine.
  - Pascal Obispo, chanteur français[12].
  - Eric Wohlberg, coureur cycliste canadien.
- 1967 :
  - Małgorzata Foremniak, actrice polonaise.
  - R. Kelly (Robert Sylvester Kelly dit), chanteur américain.
- 1968 :
  - Daddy K /DJ Daddy K (Alain Deproost dit), D.J. & breakdancer belge d'abord du groupe Benny B.
  - Trie Utami, chanteuse et musicienne indonésienne.
- 1969 : Paola Pezzo, cycliste italienne double championne olympique de VTT.
- 1971 :
  - Jason Giambi, joueur de baseball américain.
  - Géraldine Pailhas, actrice française.
- 1973 : 
  - Irina Slavina (née Kolebanova), journaliste russe d'opposition au régime poutinien († 2 octobre 2020).
  - Henning Solberg, pilote de rallye norvégien.
- 1976 :
  - Raffaëla Anderson (Malika Amrane dite Raphaëlla), actrice pornographique et écrivaine française.
  - Jessica Leccia, actrice américaine.
  - Carl Pavano, joueur de baseball américain.
  - Josh Meyers, acteur américain.
- 1979 :
  - Donna Agnesia, actrice indonésienne.
  - Adrian Mutu, footballeur roumain.
  - Eric Paulhus, acteur québécois.
  - Stipe Pletikosa, footballeur croate.
  - Sarah Polley, actrice canadienne.
- 1981 : Genevieve Cortese, actrice américaine.
- 1982 :
  - Gaby Hoffmann (Gabriella Hoffman dite), actrice américaine.
  - Esteban Lozada, joueur de rugby argentin.
  - John Utaka, footballeur nigérian.
- 1984 : Kim Jong-un (김정은), militaire et homme politique nord-coréen, chef d'État de la Corée du Nord depuis 2012.
- 1986 :
  - Joseph Chedid, chanteur et musicien français.
  - Maria Ozawa, actrice pornographique nippo-canadienne.
  - Peng Shuai (彭帅), joueuse de tennis chinoise.
  - David Silva, footballeur espagnol.
- 1987 : Trevor Lewis, hockeyeur professionnel américain.
- 1988 : 
  - Grace Deutcho, judokate camerounaise.
  - Jirès Kembo Ekoko, footballeur congolais.
  - Adrián López, footballeur espagnol.
- 1989 : Oliver Bozanić, footballeur australien.
- 1990 : Claudine Mendy, handballeuse française.
- 1991 :
  - Henri Kahudi, basketteur français.
  - Stefan Savić, footballeur monténégrin.
- 1994 : Christian Luyindama, footballeur congolais.
- 1998 : Tony Bradley, basketteur américain.
- 1999 : Damiano David, chanteur du groupe de rock italien Måneskin.
- 2000 :
  - Juliette Bossu, gymnaste artistique française.
  - Noah Cyrus, actrice et voix-off américaine.

### XXIesiècle
- 2011 : Josephine et Vincent de Danemark, enfants jumeaux de Frederik de Danemark et Mary Donaldson.

## Décès

### IVesiècle
- 307 : Jin Huidi, empereur de Chine (° 259).

### Xesiècle
- 926 : Athelm, archevêque de Cantorbéry de 923 à 926 (° date inconnue).

### XIIesiècle
- 1107 : Edgar Ier, roi d'Écosse de 1097 à 1107 (° vers 1074).
- 1177 : Manassès de Hierges, connétable du royaume de Jérusalem (° vers 1110).
- 1198 : Célestin III (Giacinto di Pietro di Bobone dit), 175e pape de 1191 à 1198 (° vers 1106).

### XIVesiècle
- 1324 : Marco Polo, voyageur vénitien (° 15 septembre 1254).
- 1337 : Giotto (Ambrogiotto di Bondone dit), peintre, sculpteur et architecte florentin (° 1267).
- 1354 : Charles de La Cerda, connétable de France (° vers 1326).

### XVIesiècle
- 1570 : Philibert Delorme, architecte français (° vers 1510 ou 1514).

### XVIIesiècle
- 1642 : Galilée (Galileo Galilei dit), mathématicien et astronome pisan (° 15 février 1564).
- 1646 : Onodera Yoshimichi, samouraï japonais (° 19 août 1566).
- 1664 : Moïse Amyraut, théologien protestant français (° septembre 1596).
- 1697 : Thomas Aikenhead, étudiant de l'université d'Édimbourg exécuté pour blasphème (° 2 mars 1676).

### XVIIIesiècle
- 1713 : Arcangelo Corelli, violoniste et compositeur romain (° 17 février 1653).
- 1775 : John Baskerville, typographe britannique (° 28 janvier 1706).
- 1789 : Jack Broughton, boxeur anglais (° 5 juillet 1704).

### XIXesiècle
- 1874 : Charles Étienne Brasseur de Bourbourg, écrivain et historien français (° 8 septembre 1814).
- 1878 : Nikolaï Nekrassov (Николай Алексеевич Некрасов), poète russe (° 10 décembre 1821).
- 1880 : Joshua Norton, excentrique américain, empereur auto-proclamé des États-Unis (° incertaine).
- 1886 : Juan María Guelbenzu, pianiste et compositeur espagnol (° 27 décembre 1819).
- 1896 : Paul Verlaine, poète français (° 30 mars 1844).

### XXesiècle
- 1911 : Pietro Gori, avocat anarchiste italien (° 14 août 1865).
- 1934 : 
  - Andreï Biély (Boris Nikolaïevitch Bougaïev / Бори́с Никола́евич Буга́ев dit), écrivain russe (° 26 octobre 1880).
  - Alexandre Stavisky, escroc français d'origine polonaise (° 20 novembre 1886).
- 1937 : Martin Burns, catcheur américain (° 15 février 1861).
- 1941 : Robert Baden-Powell, militaire britannique et fondateur du scoutisme (° 22 février 1857).
- 1942 : Joseph Franklin Rutherford, témoin de Jéhovah américain (° 8 novembre 1869).
- 1948 : 
  - Kurt Schwitters, peintre allemand (° 20 juin 1887).
  - Richard Tauber, ténor autrichien (° 16 mai 1891).
- 1950 : Joseph Schumpeter, théoricien et économiste austro-américain (° 8 février 1883).
- 1963 : Katherine Linn « Kay » Sage, peintre et femme de lettres américaine (° 25 juin 1898).
- 1965 : Boris Barnet (Бори́с Васи́льевич Ба́рнет), réalisateur russe (° 18 juin 1902).
- 1967 : Jacques Heim, couturier français (° 8 mai 1899).
- 1969 : Albert Roure, général français (° 26 février 1869).
- 1970 : Georgius (Georges Auguste Charles Guibourg dit), chansonnier français (° 3 juin 1891).
- 1974 : Maria Cristina Ogier, laïque italienne, vénérable catholique (° 9 mars 1955).
- 1975 : Richard Tucker, artiste lyrique américain (° 28 août 1913).
- 1976 :
  - Zhou Enlai (周恩来), homme politique chinois, Premier ministre de la Chine de 1949 à 1976 (° 5 mars 1898).
  - Pierre Jean Jouve, poète et romancier français (° 11 octobre 1887).
- 1978 : André François-Poncet, diplomate et académicien français et ès sciences morales et politiques (° 13 juin 1887).
- 1980 : John Mauchly, physicien et pionnier de l'informatique américain (° 30 août 1907).
- 1982 :
  - Gregoire Aslan, acteur français (° 28 mars 1908).
  - Reta Shaw, actrice américaine (° 13 septembre 1912).
- 1986 : Pierre Fournier, violoncelliste français (° 24 juin 1906).
- 1990 : Terry-Thomas (Thomas Terry Hoar Stevens dit), comédien britannique (° 14 juillet 1911).
- 1991 : Stephen Maynard « Steve » Clark, guitariste anglais du groupe Def Leppard (° 23 avril 1960).
- 1994 : Harvey Haddix (en), joueur de baseball professionnel américain (° 18 septembre 1925).
- 1995 :
  - Louis « Loulou » Gasté, compositeur français (° 18 mars 1908).
  - Carlos Monzón, boxeur argentin (° 7 août 1942).
- 1996 : 
  - Jacques Choffel, homme de lettres et historien français (° 14 décembre 1915).
  - Guy Deroubaix, prélat français, évêque de Saint-Denis de 1978 à 1996 (° 10 juin 1927).
  - François Mitterrand, avocat, éditeur et homme politique président de la République française de 1981 à 1995 (° 26 octobre 1916).
  - Paul Vialar, écrivain français († 18 septembre 1898).
- 1997 : 
  - Melvin Calvin, chimiste américain, prix Nobel de chimie 1961 (° 8 avril 1911).
  - Normand Hudon, caricaturiste québécois (° 5 juin 1929).
- 1998 : Shamima Shaikh, féministe musulmane sud-africaine (° 14 septembre 1960).

### XXIesiècle
- 2002 :
  - Alexandre Mikhaïlovitch Prokhorov, physicien russe, prix Nobel de physique en 1964 (° 11 juillet 1916).
  - Rex David « Dave » Thomas, homme d’affaires américain, fondateur de la chaîne de restauration Wendy's (° 2 juillet 1932).
- 2003 :
  - Ronald Alfred « Ron » Goodwin, compositeur britannique (° 17 février 1925).
  - Jean Meyer, comédien, metteur en scène et réalisateur de cinéma français (° 11 juin 1914).
- 2005 :
  - Michel Thomas, linguiste polonais (° 3 février 1914).
  - Jacqueline Joubert, speakerine, commentatrice et directrice de programmes jeunesse de la télévision française (° 29 mars 1921).
- 2007 :
  - Yvonne De Carlo (Margaret Yvonne Middleton dite), actrice américaine d’origine canadienne (° 1er septembre 1922).
  - Iwao Takamoto, dessinateur et réalisateur de films d’animation américain (° 19 avril 1925).
- 2008 : Daniel Hétu, pianiste canadien (° 1er décembre 1950).
- 2009 :
  - Donald Poe « Don » Galloway, acteur américain (° 27 juillet 1937).
  - Gaston Lenôtre, pâtissier français (° 28 mai 1920).
- 2011 : John William (Ernest-Armand Huss dit), chanteur baryton français (° 9 octobre 1922).
- 2012 :
  - Alexis Weissenberg, pianiste français (° 26 juillet 1929).
  - Françoise Christophe, comédienne française (° 3 février 1923).
- 2015 : Andraé Crouch, chanteur américain (° 1er juillet 1942).
- 2017 :
  - Nicolai Gedda, ténor suédois (° 11 juillet 1925).
  - James Mancham, homme politique seychellois, président de la République des Seychelles de 1976 à 1977 (° 11 août 1939).
  - Zacharie Noah, footballeur camerounais (° 2 février 1937).
  - Ruth Perry, femme politique libérienne, présidente du Conseil d'État du Liberia de 1996 à 1997 (° 16 juillet 1939).
  - Hachemi Rafsandjani, homme politique président de la République islamique d'Iran de 1989 à 1997 (° 25 août 1934).
  - Peter Sarstedt, auteur, compositeur et interprète britannique (° 10 décembre 1941).
- 2018 : George Maxwell Richards, ingénieur et président de la République de Trinité-et-Tobago de 2003 à 2013 (° 1er décembre 1931).
- 2019 :
  - Pierre Barillet, coauteur français de théâtre (° 24 août 1923).
  - Thierry Séchan, écrivain, journaliste et parolier français (° 19 septembre 1949).
- 2021 : Xu Qinxian, officier chinois ayant refusé d'utiliser la force contre les manifestants de la place Tiananmen en 1989 (° août 1935).
- 2022 : 
  - Baktash Abtin, poète et réalisateur iranien (° 16 décembre 1974).
  - Marilyn Bergman, parolière américaine (° 10 novembre 1928).
  - Hanef Bhamjee, militant britanno-sud-africain contre l'apartheid (° 1946)
  - Lourdes Castro, peintre portugaise (° 9 décembre 1930).
  - Michael Lang, producteur de musique américain (° 11 décembre 1944).
- 2023 : 
  - Gueorgui Chaïdouko, skipper russe (° 6 août 1962).
  - Roberto Dinamite, footballeur brésilien (° 13 avril 1954).
  - Willem Doise, psychologue social belge (° 20 juillet 1935).
  - Michel Laurencin, historien français (° 20 octobre 1944).
  - Christiane Papon, femme politique française (° 3 septembre 1924).
  - Thérèse Rovelli, écrivain et éditrice franco-suisse (° 15 décembre 1927).
  - Adriaan Vlok, homme politique sud-africain (° 11 décembre 1937).
- 2024 :
  - Carl-Erik Asplund, patineur de vitesse suédois (° 14 septembre 1923).
  - Normand de Bellefeuille, poète, écrivain et critique littéraire canadien (° 31 décembre 1949).
  - Guy Bonnet, auteur-compositeur-interprète et pianiste français (° 1945).
  - Adan Canto, acteur mexicain (° 5 décembre 1981).
  - Rolf Gerber, bobeur suisse (° 25 juillet 1930).
  - Paul-Armand Gette, sculpteur, photographe, vidéaste et écrivain français (° 13 mai 1927).
  - Tchinguiz Huseynov, écrivain, critique littéraire, traducteur soviétique et azerbaïdjanais (° 20 avril 1929).
  - Frans Janssens, footballeur international belge (° 25 septembre 1945).
  - Mark Kharitonov, romancier, essayiste et poète soviétique puis russe (° 31 août 1937).
  - François de Lanfranchi, archéologue français (° 23 juin 1926).
  - Phill Niblock, compositeur, cinéaste et vidéaste américain (° 2 octobre 1933).
  - Gonzalo García Núñez, économiste péruvien (° 16 février 1947).
  - Ventura Pons, réalisateur espagnol (° 25 juillet 1945).
  - Gian Franco Reverberi, compositeur et musicien italien (° 12 décembre 1934).
  - Bohdan Shershun, footballeur international ukrainien (° 14 mai 1981).
  - JPR Williams, joueur de rugby à XV international gallois (° 2 mars 1949).
  - Wissam al-Tawil, combattant libanais (° 1970).
- 2025 :
  - Gabriel de Broglie, haut fonctionnaire, juriste, historien et essayiste français (° 21 avril 1931).
  - Françoise Choay, historienne française (° 29 mars 1925).
  - Fabio Cudicini, footballeur italien (° 20 octobre 1935).
  - Kjell-Olof Feldt, homme politique suédois (° 18 août 1931).
  - Knud Heinesen, homme politique danois (° 26 septembre 1932).
  - Selim İleri, écrivain, scénariste et critique turc (° 30 avril 1949).

## Célébrations

### Internationales et nationales
- Bulgarie : Babinden (en) / jour de la sage-femme.
- Îles Mariannes du Nord (Océanie Pacifique) : commonwealth day / « journée du commonwealth » commémorant l'association ainsi nommée avec les États-Unis}[13].

### Saints des Églises chrétiennes

#### Saints catholiques et orthodoxes du jour
Saints catholiques et orthodoxes :
- Agathon de Scété († 370), ermite au désert de Scété en Égypte.
- Albert de Cashel († 800), évêque en Irlande.
- Attique de Constantinople († 425), patriarche de Constantinople.
- Carterios de Césarée († 304), prêtre et martyr.
- Claude Apollinaire (ou Apolinaris, Apolinarius (Claudius), Apollinaris, Saint Apollinaire, Ἀπολλινάριος (Κλαύδιος), etc. ; † 180 ou probablement en son IIe siècle par rapport à notre n.s.), prêtre, probablement évêque, écrivain hellénophone grec d'Hiérapolis en Phrygie sous l’empereur romain occupant Marc Aurèle ; père de l'Église.
- Cyr († 714), patriarche de Constantinople.
- Dominique de Carthage (IVe siècle), moniale.
- Erhard de Ratisbonne († 707), évêque missionnaire en Bavière.
- Georges de Choziba (VIIe siècle), ascète en Palestine.
- Gudule de Bruxelles († 712), fille du comte Wittéric, vierge, patronne de Bruxelles.
- Lucien de Beauvais († 290), 1er évêque de Beauvais et ses compagnons Maximien et Julien, martyrs.
- Maxime de Pavie († 514), 9e évêque de Pavie.
- Nathalan († 678), évêque en Écosse.
- Patient de Metz († IVe siècle), 4e évêque de Metz.
- Pègue († 719), religieuse en Angleterre.
- Séverin du Norique († 482), apôtre du Norique, patron de la Bavière.
- Théodore de Chora († 595), soldat devenu moine.
- Théophile et Hellade († IIIe siècle), martyrs en Libye.

#### Saints et bienheureux catholiques du jour
Saints et bienheureux catholiques :
- Adèle de Messines († 1079), moniale.
- Édouard Waterson († 1593), bienheureux prêtre anglais martyr.
- Eurosia Fabris († 1932), bienheureuse laïque italienne membre du tiers-ordre franciscain.
- Laurent Justinien († 1456), 1er patriarche de Venise.
- Thorfinn († 1285), évêque.
- Titus Zeman († 1969), bienheureux prêtre slovaque martyr.

#### Saints orthodoxes du jour,aux dates parfois"juliennes"ou orientales
Saints orthodoxes :
- Grégoire d'Ohrid († 1012), évêque d'Ohrid.
- Isidore de Yuriev (ru) († 1472) prêtre, et ses soixante-douze fidèles, martyrs par la main de catholiques à Iouriev (aujourd'hui Tartu, en Estonie).
- Makarios Makris (el) († 1431), higoumène (abbé) du monastère du Christ Pantocrator à Constantinople.

### Prénoms du jour[Où?]
Bonne fête aux Lucien et ses variantes : Lucian, Luciana, Luciano, Lucienne (voir 13 décembre des Lucie), Lulu, etc. (voire 18 octobre des Luc).
Et aussi aux :
- Apolinaris, (Claudius) Apolinarius, (Claude) Apollinaire, Apollinaris, (Κλαύδιος) Ἀπολλινάριος, etc. (saint(s)-Apollinaire et -Claude plus connues les 12 septembre et 15 février respectivement).
- Aux Evrard et ses variantes : Erhard, Eberhard, Ebrard, etc. (comme les 14 août),
- aux Gudule,
- Gurvant et ses variantes autant bretonnes : Gurvan, Gurvand, Gurwan, Gurwant, etc.
- Aux Peggy ou Pègue (voir les Marguerite, les 16 novembre notamment, outre Sainte Pègue ci-avant).

## Traditions et superstitions

### Dictons
- « Au jour de Sainte-Gudule, le jour croît mais le froid ne recule. »[16]
- « Temps de saint Lucien, temps de chien. »[17]

### Astrologie
- Signe du zodiaque : 18e jour du signe astrologique du Capricorne.